# Sarcófago de Amatunte

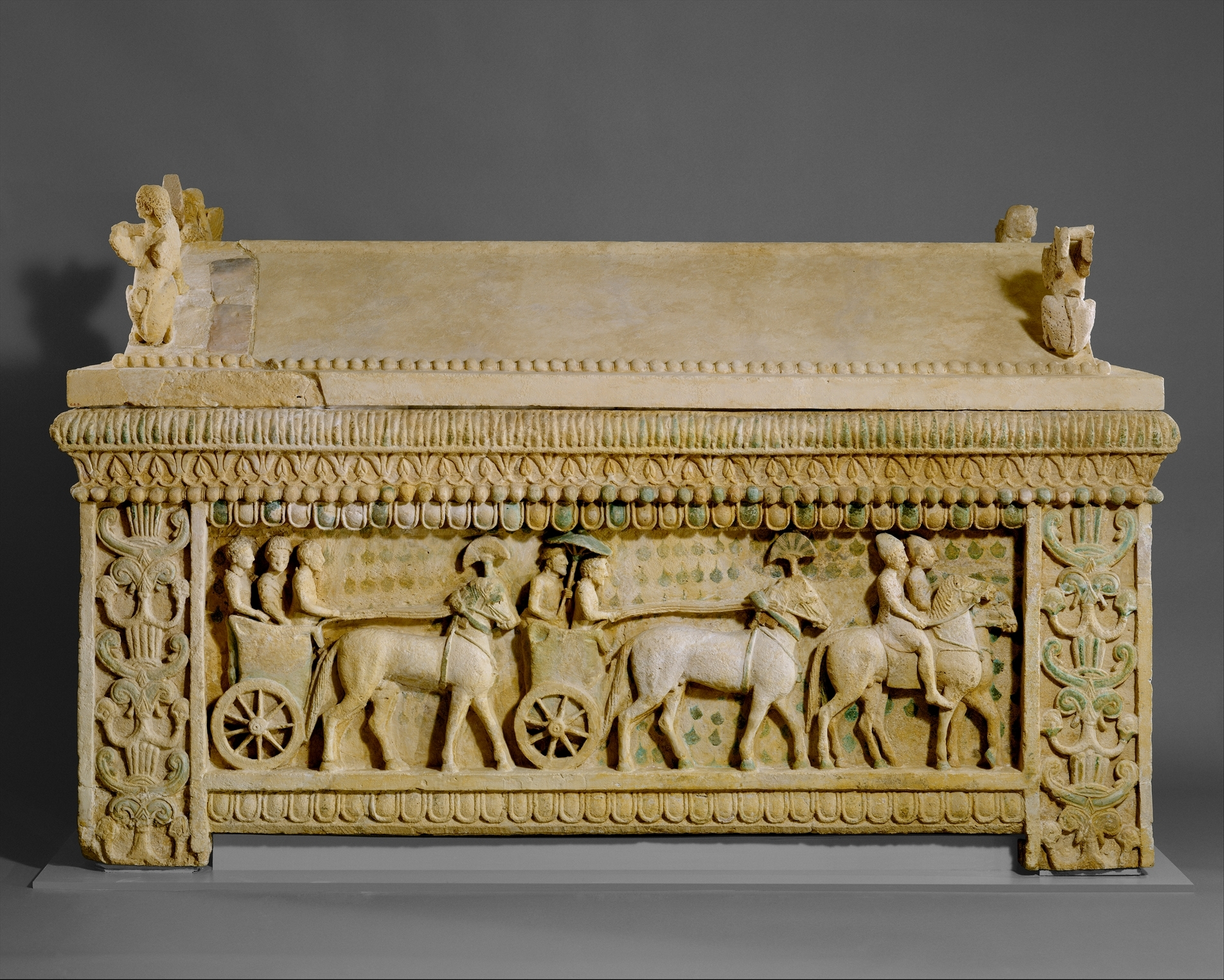
Imagen del sarcófago

El sarcófato de Amatunte es un sarcófago chipriota  que probablemente albergó los restos de un rey de Amatunte. Sus laterales muestran escenas de procesión y tipifican los estilos chipriota, griego y de Oriente Medio de mediados del siglo V AC. El sarcófago fue excavado por Luigi Palma di Cesnola y actualmente está localizado en el Museo Metropolitano de Arte de Nueva York.